# Üsse
Koordinaten: 58° 56′ N, 23° 41′ O
Üsse ist ein Dorf (estnisch küla) in der Stadtgemeinde Haapsalu (bis 2017: Landgemeinde Ridala) im Kreis Lääne in Estland.
Der Ort hat 46 Einwohner (Stand 31. Dezember 2011). Er liegt südwestlich des Dorfs Taebla.